# Šebreki
Šebreki – wieś w Chorwacji, w żupanii karlowackiej, w mieście Karlovac. W 2011 roku pozostawała niezamieszkana.